# Гура-Корней
Гура-Корней (рум. Gura Cornei) — село у повіті Алба в Румунії. Адміністративно підпорядковане місту Абруд.
Село розташоване на відстані 310 км на північний захід від Бухареста, 42 км на північний захід від Алба-Юлії, 69 км на південний захід від Клуж-Напоки.

## Населення
За даними перепису населення 2002 року у селі проживали 266 осіб, з них 265 осіб (99,6%) румунів. Рідною мовою 265 осіб (99,6%) назвали румунську.